# Anca Heltne
Anca Margareta Heltne, geborene Vâlceanu, (* 1. Januar 1978 in Câmpulung, Kreis Argeș) ist eine rumänische Leichtathletin.

## Karriere
Ausgangspunkt für das Betreiben von Leistungssport war für die damals vierzehnjährige Anca Vâlceanu ein Handballspiel, in welchem sie der gegnerischen Torfrau durch einen wuchtigen Ballwurf an der Hand verletzt hatte. Sie schrieb sich anschließend an dem Sportlyzeum in ihrer Heimatstadt ein, um die Kraft, über die sie verfügte, sinnvoll einzusetzen. Später studierte sie in Craiova an dem Institutul de Educație Fizică și Sport und der Fakultät für Physiotherapie.
Ihr erster Trainer war Gabriel Bădescu, der sie nach zweimonatiger Betreuung im Speerwurf auf ihre aktuelle Spezialdisziplin, das Kugelstoßen, verwies. Über Bădescu lernte sie auch den norwegischen Zehnkämpfer Rune Heltne (* 1980) kennen, der im Jahr 2000 wegen der guten Trainingsbedingungen nach Câmpulung gekommen war. Das Paar heiratete im Januar 2001, und seither nimmt die Sportlerin unter dem Namen Anca Vâlceanu-Heltne bzw. in den letzten Jahren unter dem Namen Anca Heltne an Wettkämpfen teil.
Derzeit wird Heltne beim Clubul Sportiv Farul Constanța von ihrem Ehemann trainiert. Sie nahm an den Olympischen Spielen 2008 teil, wo sie als 23. des Vorkampfes jedoch nicht das Finale erreichte. Auch bei den Weltmeisterschaften 2007 in Osaka und 2009 in Berlin scheiterte sie bereits in der Qualifikation.
Nachdem sie sich bei den Halleneuropameisterschaften 2007 noch nicht für das Finale qualifizieren konnte, gelang ihr bei den Halleneuropameisterschaften 2009 ihre beste internationale Platzierung, als sie mit gestoßenen 18,71 m die Bronzemedaille gewann.
Helte gewann in den Jahren 2006, 2007 und 2008 den Landesmeistertitel in der Halle sowie 2007 und 2009 im Freien.
Bei der nationalen Hallenmeisterschaften 2010 wurde sie in der anschließenden Dopingkontrolle positiv getestet. Ihre Ergebnisse seit diesem Zeitpunkt, darunter ein siebter Platz bei den Hallenweltmeisterschaften 2010 in Doha, wurden annulliert und eine zweijährige Sperre wegen dieses Verstoßes gegen die Dopingbestimmungen verhängt. Nachdem ihre Sperre abgelaufen war, nahm Heltne an den Europameisterschaften 2012 in Helsinki teil. Sie konnte sich zwar für das Finale qualifizieren, belegte dort aber mit einer gestoßenen Weite von 16,39 m nur den zwölften Platz und verpasste damit die Qualifikationsweite für die Olympischen Spiele in London um fast zwei Meter. 2013 kam Heltne bei den Halleneuropameisterschaften in Göteborg zunächst auf den siebten Platz und rückte später wegen der nachträglichen Disqualifikation von Jewgenija Kolodko auf den sechsten Platz vor.
Anca Heltne ist 1,75 m groß und wiegt 76 kg.